# رنه کوک

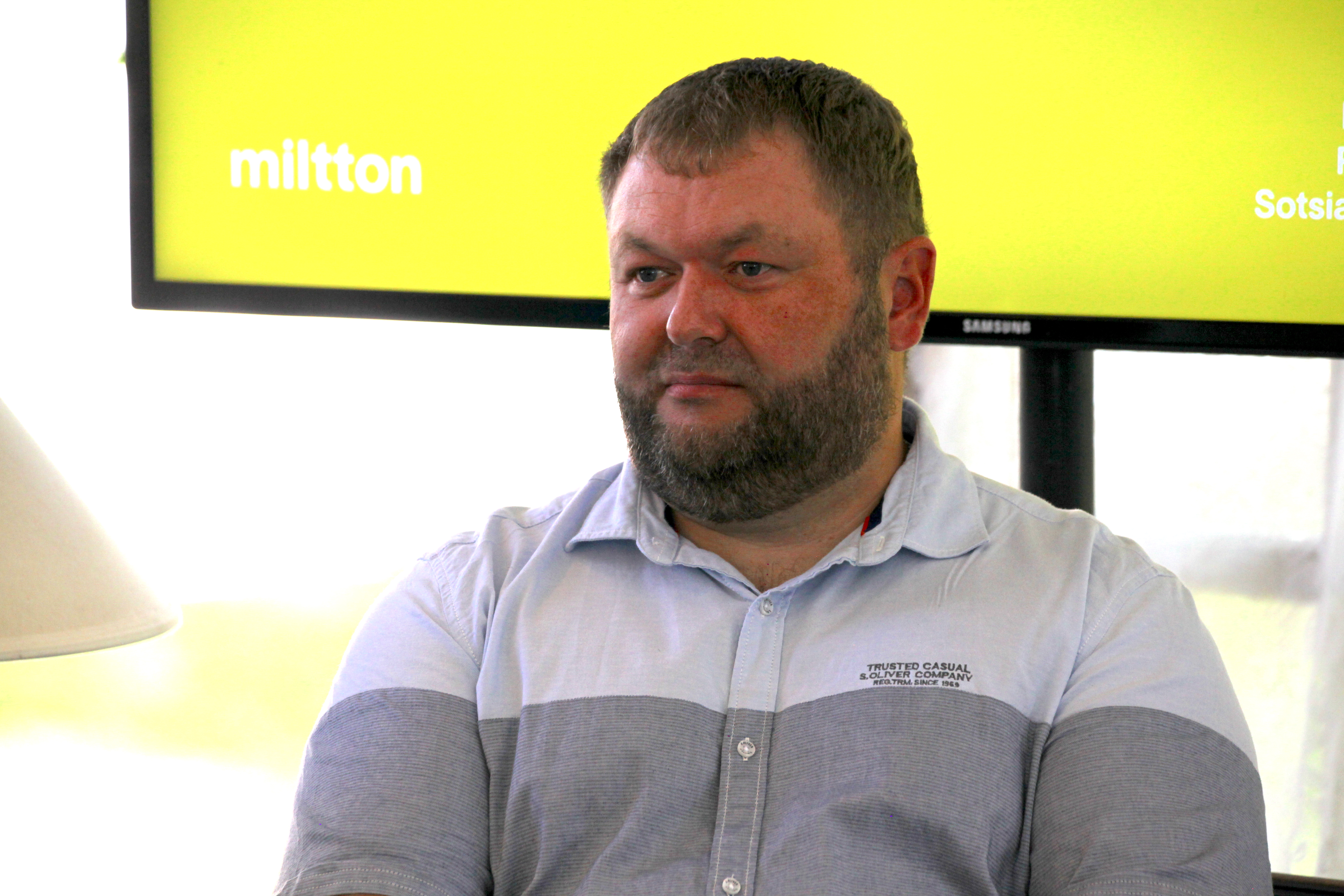
Rene Kokk 2022

رنه کوک (استونیایی: Rene Kokk؛ زادهٔ ۴ مارس ۱۹۸۰) سیاست‌مدار اهل استونی است. وی از آوریل ۲۰۱۹ تا نوامبر ۲۰۲۰ وزیر محیط زیست استونی بوده.